# دينيس أوين
دينيس أوين (بالإنجليزية: Denis Owen)‏ هو عالم بيئة بريطاني، ولد في 4 أبريل 1931، وتوفي في 3 أكتوبر 1996.